# Валтер Хазенклевер
Валтер Хазенклевер (на немски: Walter Hasenclever), с цяло име Walter Georg Alexander Hasenclever, е немски писател и драматург от еврейски произход, един от видните представители на литературния експресионизъм.

## Биография
Валтер Хазенклевер израства в семейството на лекар в Аахен. След като завършва гимназия, започва да следва право в Оксфорд, но се прехвърля в Лозанския университет. От 1909 до 1914 г. следва в Лайпциг, където се пробужда интересът му към литературата и философията. През 1910 г. излиза първата му книга със стихове „Градове, нощи, хора“ (Städte, Nächte, Menschen). През 1914 г. пиесата му „Синът“ (Der Sohn) се превръща в първия голям успех на експресионистичната драма.
Въодушевлението на Хазенклевер от войната го подтиква да се запише доброволец за фронта, но скоро се сменя с отхвърляне на всякакво военно участие. Хазенклевер симулира психическо заболяване и като резултат през 1917 г. е уволнен от военна служба. През същата година получава престижната награда Клайст за вдъхновена адаптация на трагедията „Антигона“ от Софокъл. Сприятелява се с австрийския художник Оскар Кокошка, който го изобразява в картината си „Приятелите“ от 1918 г. с Кете Рихтер в Дрезден, където поетът се възстановява в санаториум от „болестта“ си.
През 1924 г. Хазенклевер се запознава с Курт Тухолски, с когото се сближава. В Париж се среща и с френския драматург Жан Жироду. С голям успех Хазенклевер публикува през 1926 г. комедията си „Един по-добър господин“ (Ein besserer Herr), а през 1928 г. – драмата „Бракове се сключват в небесата“ (Ehen werden im Himmel geschlossen).
След като през 1933 г. в Германия идват на власт националсоциалистите, творбите на Валтер Хазенклевер са забранене, а след изгарянето на книги, са иззети от библиотеките. Тогава Хазенклевер поема пътя на изгнанието и се преселва в Ница. През 1934 г. се жени там за Едит Шефер.
По време на Втората световна война Хазенклевер на два пъти е интерниран като „вражески чужденец“. През нощта на 21/22 юни 1940 г., след обявената капитулация на Франция, Валтер Хазенклевер слага край на живота си чрез свръхдоза веронал в лагера за интернирани „Ле Мил“ при Екс ан Прованс, за да не попадне в ръцете на нацистити.

## Признание
През 1996 г. Дружеството Валтер Хазенклевер, Немският литературен архив в Марбах, родният град на писателя Аахен и други спонсори учредяват литературната награда Валтер Хазенклевер за негово възпоменание.